# Anthurium fragae
Anthurium fragae är en kallaväxtart som beskrevs av Marcus A. Nadruz. Anthurium fragae ingår i släktet Anthurium och familjen kallaväxter. Inga underarter finns listade.